# Days/Green
Days / Green (Days/GREEN; Dias/Verde) é o 44º single da cantora japonesa Ayumi Hamasaki. O single foi lançado no dia 17 de Dezembro de 2008, em ordem de promover o álbum Next Level. Esse é o 31º single Nº 1 de Ayumi.
O Single foi certificado Ouro (Gold) pela ‘’RIAJ" por vender mais de 100,000 cópias.

## Informações
O single é um, dos 2 singles especiais lançados por Ayumi, para comemorar seu aniversário de 10 anos na indústria musical. O single contém uma versão re-gravada de "To Be" e de "Love: Destiny.
"Green", um dos Lados-A do single, foi usada para promover a câmera Panasonic Lumix FX no Japão.
O single foi lançado em 4 versões: 2 versões chamadas "Days/Green", que contém o videoclipe para ambos os Lados-A, o making-of de "Days" e a re-gravação de "Love: Destiny", a edição limitada contém um postêr e uma capa longa, e também há as 2 versões de "Green/Days", que tem ,praticamete, o mesmo conteúdo que "Days/Green", porém ao invés da re-gravação de "Love: Destiny", há a re-gravação de "To Be" e o making-of de "Green".

## Lista de músicas

### Days/Green
1. Days (Mix Original; Dias)  — 5:03
2. Green (GREEN; Mix Original; Verde) — 4:49
3. Days (Instrumental)
4. Green (Instrumental)
5. Love: Destiny (10th Anniversary Version; Instrumental)

### DVD
1. Days (Videoclipe)
2. Green (Videoclipe)
3. Days (Making-of)

### Green/Days
1. Green (GREEN; Mix Original; Verde) — 4:49
2. Days (Mix Original; Dias)  — 5:03
3. To Be (TO BE; 10th Anniversary Version; Para ser)
4. Days (Instrumental)
5. Green (Instrumental)
6. To Be (10th Anniversary Version; Instrumental)

### DVD
1. Green (Videoclipe)
2. Days (Videoclipe)
3. Green (Making-of)

## Oricon & Vendas
Oricon Sales Chart (Japão)
| Lançamento           | Parada                | Posição topo | Primeira semana de vendas | Total   | Tempo nas paradas |
| -------------------- | --------------------- | ------------ | ------------------------- | ------- | ----------------- |
| 17 de Dezembro, 2008 | Oricon Parada Diária  | 1            |                           | 190,891 | 14 (semanas)      |
| 17 de Dezembro, 2008 | Oricon Parada Semanal | 1            | 127,650                   | 190,891 | 14 (semanas)      |
| 17 de Dezembro, 2008 | Oricon Parada Mensal  | 4            | 127,650                   |         | 2 (semanas)       |
| 17 de Dezembro, 2008 | Oricon Parada Anual   | 26           | 127,650                   |         |                   |